# Dương Thiệu Tước
Dương Thiệu Tước (15 tháng 5 năm 1915 – 1 tháng 8 năm 1995) là một nhạc sĩ tiền chiến của tân nhạc Việt Nam. Ông nổi danh qua một số ca khúc như Chiều, Đêm tàn bến Ngự, Tiếng xưa và Ơn nghĩa sinh thành. Ông được xem là nhạc sĩ thuộc thế hệ đầu tiên của nền tân nhạc Việt Nam.

## Thân thế
Ông sinh ngày 15 tháng 5 năm 1915 tại thôn Vân Đình, thị trấn Vân Đình, huyện Ứng Hòa (nay là xã Vân Đình), thành phố Hà Nội. Ông xuất thân trong một gia đình nho giáo, là cháu nội của nhà thơ Dương Khuê, có cháu họ là nhạc sĩ Dương Thụ. Cha ông làm bố chính tỉnh Hưng Yên. Năm 7 tuổi, ông đã được học đàn nguyệt, đàn tranh và cổ nhạc.  Năm 14 tuổi, ông được học piano cùng với giáo sư người Pháp tại Viễn Đông âm nhạc viện.
Những năm thập niên 1930, ông cùng nhạc sĩ Thẩm Oánh, Nguyễn Thiện Tơ thành lập ban nhạc "Myosotis", trình diễn tại Hà Nội. Trong thời gian ông còn ở Hà Nội, ông có mở một tiệm đàn mandolin, nhưng cũng phải đóng cửa sau đó.
Sau năm 1954, ông di cư vào Sài Gòn. Thời gian này, ông phụ trách ban nhạc "Cổ kim hòa điệu" trên Đài phát thanh Sài Gòn và dạy học tại Trường Quốc gia Âm nhạc và Kịch nghệ.
Sau năm 1975, ông bị đuổi khỏi trường Âm nhạc và sống tại quận Bình Thạnh, Thành phố Hồ Chí Minh. Ông mất vào 1 giờ 45 phút ngày 1 tháng 8 năm 1998 tại tư gia.

### Đời tư
Ông từng có một mối tình với bà Vi Kim Ngọc, nhưng sau đó bị gia đình bà từ chối.
Dương Thiệu Tước kết hôn với bà Lương Thị Thuần vào năm 1934 và có 5 người con trước khi chia tay nhau. Năm 1951, ông lập gia đình với nữ ca sĩ Minh Trang và có với nhau 5 người con. Sau năm 1975, ông chung sống với bà Nguyễn Thị Nga và được bà chăm lo cho đến khi mất.

## Sự nghiệp
Ông bắt đầu sáng tác với bài hát "Tâm hồn anh tìm em" vào năm 1936, với nét nhạc được nhận xét là chịu ảnh hưởng khiêu vũ Tây phương. Ngay từ những sáng tác đầu tiên, ông đã có chủ trương viết những bài nhạc Tây theo điệu ta. Những bài hát của ông về sau có những bài mang âm hưởng nhạc cổ truyền, như "Tiếng xưa", "Thề non nước" (phổ thơ Tản Đà), "Đêm tàn Bến Ngự",...
Năm 1953, ông phổ thơ "Màu cây trong khói" của Hồ Dzếnh thành bài "Chiều", gây được tiếng vang lớn. Một số bài hát được vợ sau của ông, ca sĩ Minh Trang viết lời như "Bóng chiều xưa", "Ôi quê xưa", "Mơ tiên",...
Năm 1954, ông vào Sài Gòn, phụ trách ban nhạc "Cổ kim hòa điệu" trên làn sóng điện Đài phát thanh Sài Gòn và dạy tại trường Trường Quốc gia Âm nhạc và Kịch nghệ. Thời điểm này, ông vẫn sáng tác một số bài hát mới như "Bạn cùng tôi", "Đêm ngắn tình dài", "Thiết tha vài lời" do một số nhà xuất bản âm nhạc tại Sài Gòn phát hành và xuất bản. Sang thập niên 1960, ông ít sáng tác hơn trước.
Ông sáng tác hơn 200 bài nhạc, trong đó có những bài phổ biến cho đến bây giờ, như "Ngọc lan", "Tiếng xưa", "Chiều", "Đêm tàn Bến Ngự",... và được ấn hành khá nhiều lần. Ngoài những bài nhạc tình, ông còn viết những bài hùng ca và viết những bài nhạc cho thiếu nhi, như bài "Uống nước nhớ nguồn" được ông viết chung với Hùng Lân. Riêng bài "Ơn nghĩa sinh thành" của ông được hát nhiều trong ngày lễ Vu Lan.
Những nhạc phẩm của ông được nhiều ca sĩ trình bày, như Thanh Thúy, Minh Trang, Mai Hương, Quỳnh Giao,... Sau năm 1975, một số nhạc phẩm của ông được ca sĩ Ánh Tuyết, Quỳnh Hoa,... trình bày.
Sau năm 1975, các sáng tác của ông đều bị cấm ở trong nước và ông cũng không viết nhạc nữa. Mãi sau này, khi có chính sách Đổi Mới, một số nhạc phẩm của ông đã được lưu hành trở lại.

## Vinh danh
Năm 1995, Hãng phim Trẻ có sản xuất băng VHS "Thuyền mơ" để vinh danh và tưởng niệm ông. Tại Hoa Kỳ, chương trình "Chiều Minh Trang – Dương Thiệu Tước" được diễn ra ngày 1 tháng 8 năm 2005 với sự tổ chức của hội Vysca và sự hỗ trợ của một số văn nghệ sĩ và báo Người Việt nhằm tưởng nhớ nhạc sĩ, có đến 600 người tham dự và một số ca sĩ như Mai Hương, Kim Tước,... cũng xuất hiện trong chương trình này.
Tên ông được đặt cho hai con đường, một tại Tân Phú, Thành phố Hồ Chí Minh và một tại Hương Thủy, Thừa Thiên Huế.

## Tác phẩm
- Áng mây chiều
- Bạn cùng tôi
- Bên ngàn hoa thắm
- Bến hàn giang
- Bến xuân xanh (Dương Thiệu Tước & Minh Trang)
- Bóng chiều xưa (Dương Thiệu Tước & Minh Trang)
- Buồn xa vắng (Dương Thiệu Tước & Minh Trang)
- Cánh bằng lướt gió
- Chiều (thơ Hồ Dzếnh)
- Chiều lữ thứ (Dương Thiệu Tước & Minh Trang)
- Đêm ngắn tình dài
- Đêm tàn bến Ngự
- Dòng sông xanh
- Dưới nắng hồng
- Dưới trăng
- Giáng xuân
- Hội hoa đăng
- Họa mi trong lồng (thơ Tản Đà)
- Hờn sóng gió
- Hương thu
- Hương Giang mộng khúc
- Khúc nhạc dưới trăng (Dương Thiệu Tước & Minh Trang)
- Kiếp hoa
- Mơ tiên (Dương Thiệu Tước & Minh Trang)
- Một chiều đông (Dương Thiệu Tước & Minh Trang)
- Mối duyên thừa (Võ Đức Tuyết & Dương Thiệu Tước)
- Mùa lá rụng
- Mùa lúa mới (Dương Thiệu Tước & Minh Trang)
- Nắng hè (Dương Thiệu Tước & Minh Trang)
- Ngọc lan
- Nhạc buồn
- Nhớ cánh uyên bay
- Ôi quê xưa
- Ơn nghĩa sinh thành
- Phút say hương
- Sóng lòng
- Tâm hồn anh tìm em
- Thu nhớ chiều quê (Dương Thiệu Tước & Đỗ Thu)
- Thuyền mơ
- Thiết tha vài lời
- Tiếc một thời xuân (lời Thẩm Oánh)
- Tiếng xưa
- Tiếng xưa 2
- Tình anh
- Tình thắm duyên đàn
- Trời xanh thẳm
- Ước hẹn chiều thu
- Uống nước nhớ nguồn (Dương Thiệu Tước & Hùng Lân)
- Việt Nam anh dũng
- Việt Nam mến yêu
- Vọng chinh phu
- Vườn xuân thắm tươi
- Vui xuân (Dương Thiệu Tước & Minh Trang)